# Special Olympics Estland
Special Olympics Estland (englisch: Special Olympics Estonia) ist der estnische Verband von Special Olympics International. Sein Ziel ist die Förderung von Sport für Menschen mit geistiger Beeinträchtigung und die Sensibilisierung der Gesellschaft für diese Mitmenschen. Außerdem betreut er die estnischen Athletinnen und Athleten bei den Special Olympics Wettkämpfen.

## Geschichte
Special Olympics Estland wurde 1988 mit Sitz in Tartu gegründet.

## Aktivitäten
2019 waren 1.618 Athletinnen, Athleten und Unified Partner sowie 135 Trainer bei Special Olympics Estland registriert.
Der Verband nahm 2019 an den Programmen Athlete Leadership, Young Athletes, Law Enforcement Torch Run (LETR), Motor Activities Training Program (MATP), Unified Schools und Unified Sports sowie Unified Champions Schools teil, die von Special Olympics International ins Leben gerufen worden waren.

### Sportarten
Folgende 18 Sportarten wurden 2019 vom Verband angeboten:
- Badminton (Special Olympics)
- Basketball (Special Olympics)
- Boccia (Special Olympics)
- Bowling (Special Olympics)
- Dodge Ball
- Fußball (Special Olympics)
- Judo
- Langstreckenlauf
- Leichtathletik (Special Olympics)
- Radsport (Special Olympics)
- Rhythmische Sportgymnastik (Special Olympics)
- Skilanglauf (Special Olympics)
- Schwimmen (Special Olympics)
- Freiwasserschwimmen (Special Olympics)
- Tanzen (Special Olympics)
- Tischtennis (Special Olympics)
- Triathlon (Special Olympics)
- Turnen (Special Olympics)

### Teilnahme an Weltspielen vor 2020
(Quelle: )
• 2007 Special Olympics World Summer Games, Shanghai, China (8 Athletinnen und Athleten)
• 2011 Special Olympics World Summer Games, Athen (4 Athletinnen und Athleten)
• 2013 Special Olympics World Winter Games, PyeongChang, Südkorea (4 Athletinnen und Athleten)
• 2015 Special Olympics World Summer Games, Los Angeles, USA (16 Athletinnen und Athleten)
• 2017 Special Olympics World Winter Games, Graz-Schladming-Ramsau, Österreich (16 Athletinnen und Athleten)
• 2019 Special Olympics, World Summer Games, Abu Dhabi (41 Athletinnen und Athleten)

### Teilnahme an den Special Olympics World Summer Games 2023 in Berlin
Special Olympics Estland nahm an den Special Olympics World Summer Games 2023 teil. Die Delegation wurde vor den Spielen im Rahmen des Host Town Program von Gütersloh betreut. Sie bestand aus 50 Athletinnen, Athleten und Betreuern. Das Team gewann bei diesen Weltspielen 8 Gold-, 15 Silber- und 13 Bronzemedaillen.

### Teilnahme an Weltspielen nach 2023
- 2025 Special Olympics World Winter Games, Turin, Italien (16 Athletinnen und Athleten)[5]